# Vecchiano
Vecchiano település Olaszországban, Toszkána régióban, Pisa megyében. Lakosainak száma 11 825 fő (2023. január 1.). Vecchiano Massarosa, Viareggio, Lucca és San Giuliano Terme községekkel határos.

## Népesség
A település lakossága az elmúlt években az alábbi módon változott:
| Lakosok száma | 12 094 | 12 082 | 11 825 |
|               | 2017   | 2018   | 2023   |